# Hymn Karelo-Fińskiej SRR
Hymn Karelo-Fińskiej Socjalistycznej Republiki Radzieckiej został przyjęty w latach 50. w wyniku konkursu i był używany do 1956 roku. Ostatnie oficjalne wykonanie miało miejsce 16 lipca 1956 r. Muzykę skomponował Karl Rautio, a słowa napisał Armas Äikiä. Jedyną oficjalną wersją hymnu była wersja fińskojęzyczna.

## Tekst hymnu
| Słowa fińskie | Tłumaczenie |
| --- | --- |
| Oma Karjalais-suomalaiskansamme maa, Vapaa Pohjolan Neuvostojen tasavalta. Kotimetsäimme kauneus öin kajastaa Revontultemme taivaalta leimuavalta. Neuvostoliitto on voittamaton, Se kansamme suurisän maa ijät on. Sen Tienä on Kansojen Kunniantie, Se Karjalan Kansankin voittoihin vie. Isänmaa Kalevan, kotimaa runojen, Jota Leninin Stalinin lippu johtaa. Yli kansamme uutteran onnellisen Valo kansojen veljeystäh destä hohtaa. Neuvostoliitto on voittamaton, Se kansamme suurisän maa ijät on. Sen Tienä on Kansojen Kunniantie, Se Karjalan Kansankin voittoihin vie. Kotimaamme loi uudeksi kansamme työ, Tätä maata me puollamme kuin isät ammoin. Sota suksemme suihkavat kalpamme lyö. Asemahdillä suojamme Neuvasto-Sammon. Neuvostoliitto on voittamaton, Se kansamme suurisän maa ijät on. Sen Tienä on Kansojen Kunniantie, Se Karjalan Kansankin voittoihin vie. | Ojczysty kraj naszego karelo-fińskiego ludu Wolna Północna Republika Radziecka Piękno naszych ojczystych lasów nocami odbija się Na naszej zorzy polarnej, lśniącej na niebie Związek Radziecki jest niezwyciężony, To wielkiego przodka naszego ludu ziemia odwieczna Jego droga - drogą honoru ludów, On i lud Karelii przywiedzie do zwycięstwa. Ojczyzna Kaleva, ojczyzna run, Którą Lenina-Stalina sztandar prowadzi. Nad naszym pracowitym, szczęśliwym ludem Blask gwiazdy braterstwa ludów lśni. Związek Radziecki jest niezwyciężony To wielkiego przodka naszego ludu ziemia odwieczna. Jego droga - drogą honoru ludów On i lud Karelii przywiedzie do zwycięstw. Naszą ojczyznę na nowo stworzyła praca naszego ludu, Tego kraju bronimy jak ojcowie w dawnych czasach. Nasze bojowe narty mkną, nasz miecz uderza Zbrojnie obronimy Radzieckie Sampo. Związek Radziecki jest niezwyciężony. To wielkiego przodka naszego ludu ziemia odwieczna. Jego droga - drogą honoru ludów. On i lud Karelii przywiedzie do zwycięstw. |

Słowa rosyjskie
Родная страна нашего Карело-Финского народа,
Свободная Северная Советская республика.
Наших родных лесов красота ночами отражается
На нашем Северном сиянии, пылающем на небе.
Советский Союз непобедим,
Это великого предка нашего народа земля вечная.
Путь eго - путь чести народов,
Он и народ Карелии приведет к победам.
Отечество Калевы, родина рун,
Которую Ленина-Сталина знамя ведет.
Над нашим народом трудолюбивым счастливым
свет народов братства звезды cияет.
Советский Союз непобедим,
Это великого предка нашего народа земля вечная.
Путь eго - путь чести народов,
Он и народ Карелии приведет к победам.
Нашу родину вновь создал труд нашего народа,
Эту страну мы защищаем как отцы в давние времена.
Наши военные лыжи мчатся, наш меч разит
Оружием мы отстоим Советское Сампо.
Советский Союз непобедим,
Это великого предка нашего народа земля вечная.
Путь eго - путь чести народов,
Он и народ Карелии приведет к победам.